# 太平洋奇跡の作戦 キスカ
『太平洋奇跡の作戦 キスカ』（たいへいようきせきのさくせん キスカ）は、1965年（昭和40年）7月4日に東宝の配給で公開された日本の戦争映画。モノクロ、シネマスコープ（東宝スコープ）。同時上映は『喜劇 駅前金融』。
日本海軍によって行われたキスカ島撤退作戦を題材にしている。出演俳優は東宝男優総出演の趣であり、豪華な顔ぶれとなっている。史実を下地にしたストーリーであるため、他の作品に見られるヒロイン役の女優は登場しない。合成技術の都合から、モノクロで制作された。

## あらすじ
昭和18年（1943年）、アリューシャン列島のアッツ島守備隊が玉砕した。同列島のキスカ島守備隊も、連日に渡って米海軍の砲爆撃による猛攻を受け、間近と予想される敵軍上陸による玉砕日を待つという悲壮な状況となった。海軍軍令部は、北方担当の第五艦隊司令長官川島中将の説得により、キスカ島守備隊5千名の救出を決意する。川島は、作戦実行部隊である第一水雷戦隊司令官に海兵同期の大村少将を指名した。キスカ島守備隊の運命は、海軍兵学校を「ドンケツ」で出たという出世コースを外れた現場叩き上げの司令官、大村少将の手腕に託されることになる。

## 出演者
参照
- 大村少将：三船敏郎
- 川島中将：山村聡
- 国友大佐：中丸忠雄
- 玉井中佐：稲葉義男
- 阿久根大佐：田崎潤
- 福本少尉：児玉清
- 秋谷司令官：藤田進
- 寺井先任参謀：土屋嘉男
- 工藤軍医長：平田昭彦
- 加藤一水：黒部進
- 天野少佐：佐藤允
- 俵少尉：久保明

- 軍令部総長：志村喬
- 軍令部赤司参謀：西村晃
- 三上少尉：船戸順
- 小島主計兵長：堺左千夫
- 分遣隊長：山本廉
- 中村上水：二瓶正也
- 佐野一曹：佐田豊
- 茂木中尉：大塚国夫
- 木曽艦長：伊藤久哉
- 松原二曹：石田茂樹

- 山下平八郎水兵長：広瀬正一
- イ号七潜水艦先任将校：桐野洋雄
- 阿武隈ガンルーム士官B：伊吹徹
- 第五艦隊通信参謀[1][注釈 4]：向井淳一郎
- 軍令部B参謀[1][注釈 5]：大友伸
- 宮本水警隊長：岡豊
- 若月電探士：荒木保夫
- 阿部上水：阿知波信介
- 島風艦長[1]：金沢重勝
- 第五艦隊機関参謀[1]：坪野鎌之
- 阿武隈ガンルーム士官A：小川治彦
- 防空隊長：長谷川弘
- 秋雲艦長[1]：手塚勝巳
- 阿武隈ガンルーム士官C：山田彰
- 主計長：堤康久
- 第五艦隊通信参謀[10][11]：草川直也
- 一水戦参謀2[10]：岡部正
- 通信士[10]：大前亘
- 兵士[12]：中島春雄[注釈 6]

## スタッフ
参照
- 製作 - 田中友幸、田実泰良
- 監督 - 丸山誠治
- 脚本 - 須崎勝彌
- 原作 - 千早正隆「太平洋海戦最大の奇蹟」[注釈 7]
- 撮影 - 西垣六郎、富岡素敬
- 美術 - 北猛夫、渡辺明
- 編集 - 藤井良平
- 特技監督 - 円谷英二
- 特技撮影 - 有川貞昌
- 音楽 - 團伊玖磨

## 製作
史実の『キスカ島撤退作戦』を映画化した作品であるが、史実の木村昌福少将を大村少将に、第五艦隊司令長官・河瀬四郎中将を川島中将に名前を変更したり、作戦に参加した艦艇が異なるなど、史実と大きく異なる表現や描写が見られるため、「事実を元にしたフィクション映画」の色彩が強い映画である。
劇中で阿武隈に大村が赴任して髭の水兵が迎える場面では、その水兵が木村昌福に酷似しており、大村に「仇名は？」と聞かれて「司令官であります」と答えるシーンが存在する。キスカ島生存者を招いた試写会では、この場面で喝采が起きた。
実際にキスカ島に勤務して撤退作戦に関わった近藤敏直が、全面的にアドバイスしている。劇中では寺井参謀の役職であった。近藤敏直の証言は、DVDに収録されたインタビューで聞くことができる。
天野少佐の潜水艦が空襲されるカットは、1959年（昭和34年）制作の『潜水艦イ-57降伏せず』の流用である。このため、キスカ島撤退作戦時には参加していなかった英軍機が登場している。
キスカ島のシーンは富士山山麓で撮影され、富士山新二合目付近に監視所や司令部などのセットが作られた。キスカ湾海岸のシーンは本栖湖で撮影されている。艦上および艦内のシーンは海上自衛隊の護衛艦あきづき型（初代）、くす型(PF)、潜水艦「くろしお」で行われている（艦内のシーンに関してはセットも併用）。
濃霧の中をキスカ島を周回して艦隊が進むシーンについては、円谷英二率いる特撮班がオープン撮影では風で霧をコントロールできないため、屋内のステージセットで約2か月に渡って撮影した。艦隊が岩の間をすり抜けるカットは、特撮プールの底にレールを敷き、艦艇のミニチュアにその上を走らせることによって実現させた。セット内での撮影のためにミニチュアはあまり大きくできず、水流をポンプで送ることによって波や航跡の比率を調整している。霧がない入出港シーンでは、屋外の大プールを用いている。
本編班と特撮班の合同によるシーンも多く、爆撃により楼上の監視兵が戦死するシーンでは本編での俳優の演技とミニチュアによる爆発を繋いで表現している。また飛行機を狙う高射砲のシーンでは、実物の高射砲の前に模型の飛行機を飛ばして撮影している。

## 映像ソフト
- VHS 品番 TG4549S[16]
- LD 品番TLL2214[16]

## サウンドトラック
太平洋奇跡の作戦 キスカ オリジナル・サウンドトラック（2021年5月19日/CINEMA-KAN/規格番号CINK-104）
映画本編の音源に加え、未使用テイクやEPシングル「霧のキスカ」や、ジャニーズ歌唱の「栄光のマーチ」が収録されている。